# Lijst van voormalige gemeenten in Friesland

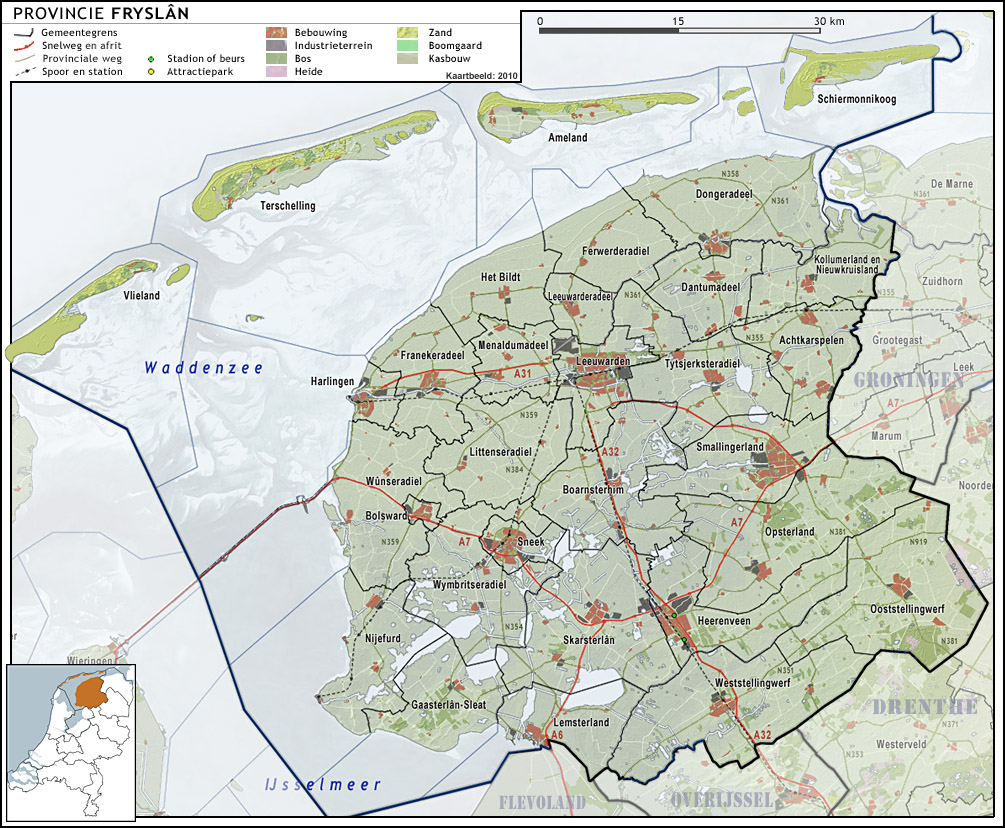
Friese gemeenten in 2010

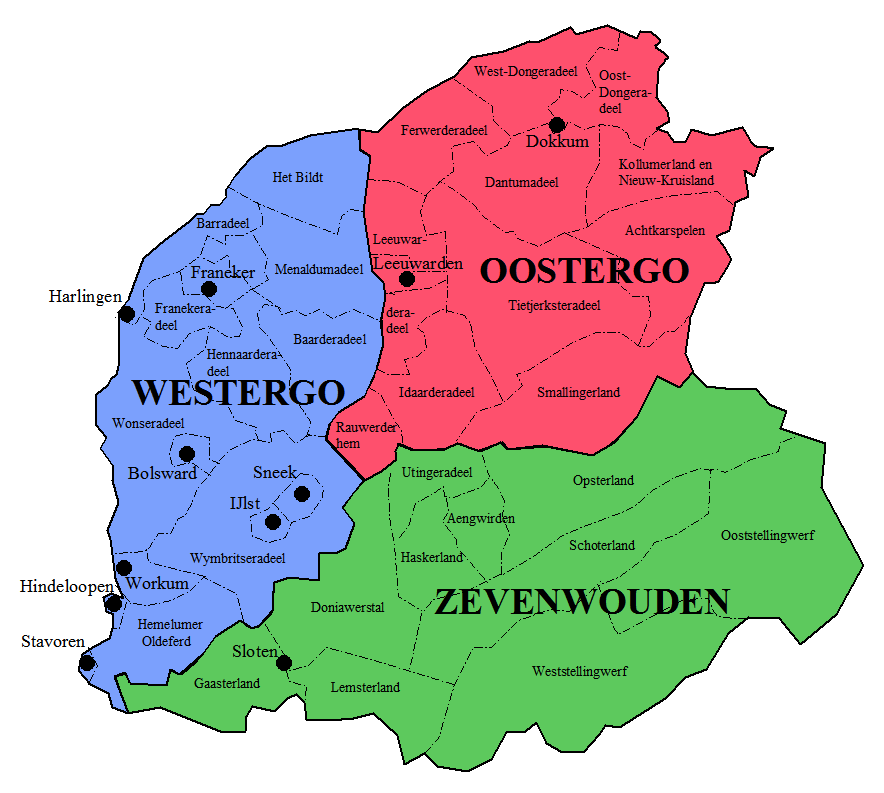
Indeling 18e/19e eeuw

Dit is een lijst met voormalige Friese gemeenten.
Als het grondgebied van een opgeheven gemeente over meerdere gemeenten is verdeeld, is het grootste deel bij de eerstgenoemde ontvangende gemeente gevoegd. Grenscorrecties tussen gehandhaafde gemeenten zijn niet in de lijst opgenomen.

## Naamgeving bestuurlijke entiteiten
*: nieuw gevormde gemeentelijke entiteit die een naam gekozen heeft, die nog niet eerder is gebruikt door een andere gemeentelijke entiteit

(naamswijziging): een gemeentelijke entiteit die, zonder wijzigingen aan het grondgebied, gekozen heeft voor een nieuwe naam

Bij een herindeling ontstaat altijd een nieuwe bestuurlijke entiteit, de nieuwe entiteit kan ervoor kiezen een oude naam te handhaven. Echter er is juridisch sprake van "samenvoeging met" van de oude entiteit (en geen toevoeging aan), deze informatie is voor de leesbaarheid en herkenbaarheid wellicht hier weggelaten. Bijvoorbeeld Haskerland is samengevoegd met een deel van Schoterland tot de nieuwe bestuursentiteit Haskerland.

## 2019
- Dongeradeel > Noardeast-Fryslân*
- Ferwerderadiel > Noardeast-Fryslân*
- Kollumerland en Nieuwkruisland > Noardeast-Fryslân*

## 2018
- Franekeradeel > Waadhoeke*
- het Bildt > Waadhoeke*
- Menameradiel > Waadhoeke*
- Leeuwarderadeel > Leeuwarden
- Littenseradiel > Leeuwarden, Súdwest-Fryslân, Waadhoeke*

## 2015
- De Friese Meren > De Fryske Marren (naamswijziging)

## 2014
- Boarnsterhim > De Friese Meren*, Heerenveen, Leeuwarden en Súdwest-Fryslân
- Gaasterlân-Sleat > De Friese Meren*
- Lemsterland > De Friese Meren*
- Skarsterlân > De Friese Meren* en Heerenveen

## 2012
- Súdwest Fryslân > Súdwest-Fryslân (naamswijziging)

## 2011
- Menaldumadeel > Menameradiel (naamswijziging)
- Bolsward > Súdwest Fryslân*
- Nijefurd > Súdwest Fryslân*
- Sneek > Súdwest Fryslân*
- Wûnseradiel > Súdwest Fryslân*
- Wymbritseradiel > Súdwest Fryslân*

## 2009
| Jaar | Aantal Gemeenten |
| ---- | ---------------- |
| 1851 | 43               |
| 1934 | 42               |
| 1942 | 44               |
| 1984 | 31               |
| 2011 | 27               |
| 2014 | 24               |
| 2018 | 20               |
| 2019 | 18               |

- Dantumadeel > Dantumadiel (naamswijziging)

## 1999
- Ferwerderadeel > Ferwerderadiel (naamswijziging)

## 1989
- Tietjerksteradeel > Tytsjerksteradiel (naamswijziging)

## 1987
- Wonseradeel > Wûnseradiel (naamswijziging)

## 1985
- Boornsterhem > Boarnsterhim (naamswijziging)
- Gaasterland-Sloten > Gaasterlân-Sleat (naamswijziging)
- Littenseradeel > Littenseradiel (naamswijziging)
- Scharsterland > Skarsterlân (naamswijziging)
- Wymbritseradeel > Wymbritseradiel (naamswijziging)

## 1984
- Baarderadeel > Littenseradeel*
- Barradeel > Franekeradeel, Het Bildt en Harlingen
- Dokkum > Dongeradeel*
- Doniawerstal > Scharsterland* en Wymbritseradeel
- Franeker > Franekeradeel
- Franekeradeel > Franekeradeel
- Gaasterland > Gaasterland-Sloten*
- Haskerland > Scharsterland*, Lemsterland en Heerenveen
- Hemelumer Oldeferd > Nijefurd* en Gaasterland-Sloten*
- Hennaarderadeel > Littenseradeel*
- Hindeloopen > Nijefurd*
- Idaarderadeel > Boornsterhem* en Smallingerland
- Oostdongeradeel > Dongeradeel*
- Rauwerderhem > Boornsterhem*
- Sloten > Gaasterland-Sloten*
- Stavoren > Nijefurd*
- Utingeradeel > Boornsterhem* en Scharsterland*
- Westdongeradeel > Dongeradeel*
- Workum > Nijefurd*
- IJlst > Wymbritseradeel

## 1979
- Staveren > Stavoren (naamswijziging)

## 1956
- Hemelumer Oldephaert en Noordwolde > Hemelumer Oldeferd (naamswijziging)

## 1934
- Aengwirden > Heerenveen
- Schoterland > Heerenveen en Haskerland

## 1816
Per 1-10-1816 is de Franse indeling (geëffectueerd per 1-1-1812) ongedaan gemaakt, waarbij de grietenijen van voor 1812 zijn hersteld.